# 十二社神社 (掛川市)
十二社神社（じゅうにしゃじんじゃ）は静岡県掛川市にある神社。

## 由緒
寛政11年（1799年）正月焼失のため書類などないが、大宝元年（701年）横須賀三熊野神社のお供の神、千勝明神を勧請したと申し伝えがある。
明治16年8月神社総代平松太作、大久保周平書に残されている棟札に由緒については寛政11年1月に焼失してしまい書類がない。棟札によると祠に祭られていた神も祠も絶えてしまいその後興廃を繰り返したが後新しく造った。この祠に少彦名命を祭り、十二社の和幣（青和幣＝麻布。白和幣＝木綿のいずれか）を供え奉った。これはすべて十二社の権現のご神意によるものである。少彦名命のみしるし（ご神体）を設け、みたまを鎮めまいらせ永久に国家泰平の維持を祈願した。まじない、医療、酒の神である。